# 双十字虫属
双十字虫属（学名：Amphistaurus）是十字叶虫科的一属。

## 下属物种
本属包括以下物种：
- Amphistaurus complanatus Haeckel, 1860
- 四翅双十字虫 Amphistaurus tetrapterus